# Santuario della Madonna dell'Umiltà
Il santuario della Madonna dell'Umiltà è un edificio sacro che si trova al margine dell'abitato di Loro Ciuffenna, in provincia di Arezzo e diocesi di Arezzo-Cortona-Sansepolcro.

## Storia e descrizione
Venne costruito all'inizio del Seicento per ospitare la venerata immagine della Madonna, già in un tabernacolo viario.
L'edificio, con facciata suddivisa in due registri sovrapposti e conclusa da un timpano triangolare, si sviluppa su pianta a croce latina a navata unica, scandita da coppie di paraste con capitelli corinzi e coperta da volta a botte; i bracci del transetto sono voltati a crociera. L'interno conserva l'affresco raffigurante la Madonna con il Bambino e i santi Pietro e Giovanni Battista (XV secolo), la Natività della Vergine attribuita a Matteo Rosselli (XVII secolo), e San Carlo Borromeo in adorazione del Crocifisso, attribuito ad Agostino Ciampelli (XVII secolo).
Al centro della volta è affrescata l'Assunzione (XVII secolo).